# Фанион
«Фанион» — комедия древнегреческого драматурга Менандра (IV—III века до н. э.), от которой сохранился только один короткий фрагмент, приведённый другим античным автором. Это реплика неизвестного персонажа: «Я — человек — ошибся. Что тут странного?». О времени написания и сюжете пьесы ничего не известно. Название комедия получила по имени гетеры.